# Етинген ин Бајерн
Етинген ин Бајерн (њем. Oettingen in Bayern) град је у њемачкој савезној држави Баварска. Једно је од 43 општинска средишта округа Донау-Рис. Према процјени из 2010. у граду је живјело 5.047 становника. Посједује регионалну шифру (AGS) 9779197.

## Географски и демографски подаци
Етинген ин Бајерн се налази у савезној држави Баварска у округу Донау-Рис. Град се налази на надморској висини од 418 метара. Површина општине износи 34,2 km². У самом граду је, према процјени из 2010. године, живјело 5.047 становника. Просјечна густина становништва износи 147 становника/km².

## Међународна сарадња
| Мјесто    | Држава    | Врста сарадње | Од    |
| --------- | --------- | ------------- | ----- |
| Баголино  | Италија   | партнерство   | 2000. |
| Хаугезунд | Норвешка  | контакт       | 1965. |
|           | Француска | контакт       | 1975. |
|           | Француска | партнерство   | 2010. |
| Извор     |           |               |       |